# 鄧弗里斯和加洛韋 (英國國會選區)
鄧弗里斯和加洛韋（英語：Dumfries and Galloway），英國國會一郡選區，位於蘇格蘭西南部，包括鄧弗里斯-加洛韋一部。創設於2005年。
2005年原屬鄧弗里斯郡選區、工黨的羅素·布朗當選，並在2010年大選中以45.9%連任成功。